# Owen Jones (Politiker)

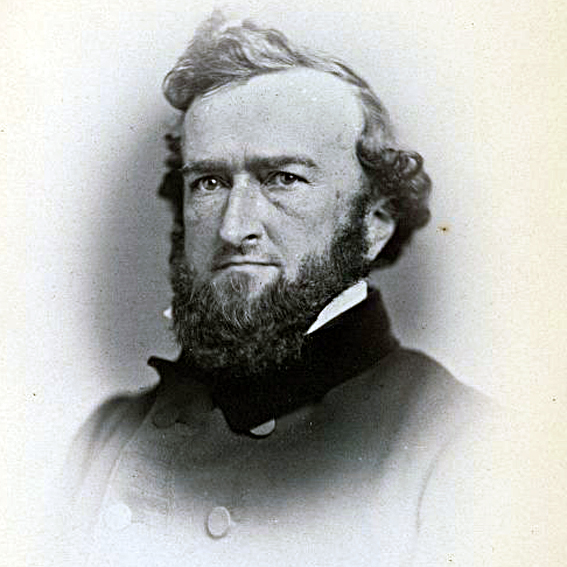
Owen Jones (1859)

Owen Jones (* 29. Dezember 1819 bei Ardmore, Montgomery County, Pennsylvania; † 25. Dezember 1878 ebenda) war ein US-amerikanischer Politiker. Zwischen 1857 und 1859 vertrat er den Bundesstaat Pennsylvania im US-Repräsentantenhaus.

## Werdegang
Owen Jones besuchte die öffentlichen Schulen seiner Heimat und studierte danach an der University of Pennsylvania in Philadelphia. Nach einem anschließenden Jurastudium in Philadelphia und seiner 1842 erfolgten Zulassung als Rechtsanwalt begann er in Ardmore in diesem Beruf zu arbeiten. Gleichzeitig schlug er als Mitglied der Demokratischen Partei eine politische Laufbahn ein.
Bei den Kongresswahlen des Jahres 1856 wurde Jones im fünften Wahlbezirk von Pennsylvania in das US-Repräsentantenhaus in Washington, D.C. gewählt, wo er am 4. März 1857 die Nachfolge von John Cadwalader antrat. Da er im Jahr 1858 nicht bestätigt wurde, konnte er bis zum 3. März 1859 nur eine Legislaturperiode im Kongress absolvieren. Diese war von den Ereignissen im Vorfeld des Bürgerkrieges geprägt. Während seiner Zeit als Kongressabgeordneter leitete Jones den Ausschuss zur Kontrolle der Ausgaben des Außenministeriums.
Zu Beginn des Bürgerkrieges stellte Owen Jones eine Kavalleriekompanie zusammen, die dem Heer der Union angehörte. Bis Januar 1863 nahm er als Offizier der Freiwilligen am Krieg teil. Zum Zeitpunkt seines Ausscheidens aus dem Militärdienst hatte er es bis zum Oberst gebracht. Danach praktizierte er wieder als Anwalt. Er starb am 25. Dezember 1878 nahe Ardmore und wurde in Philadelphia beigesetzt.